# Mario Colli
Mario Colli, all'anagrafe Mario Delli Colli (Roma, 7 luglio 1915 – Roma, 29 novembre 1989), è stato un attore, doppiatore e direttore del doppiaggio italiano, noto soprattutto per aver dato la voce a Raymond Burr nei gialli di Perry Mason.

## Biografia
In televisione ha partecipato negli anni cinquanta a spettacoli di prosa e sceneggiati televisivi fra cui il primo in assoluto trasmesso nel 1954 dalla RAI: Il dottor Antonio. Ha poi fatto parte nel 1964 del cast dello sceneggiato diretto da Silverio Blasi Vita di Michelangelo.
Nei medesimi anni ha fatto parte della compagnia del teatro di prosa di Roma della stessa RAI.

## Prosa radiofonica
- Un gioco di società, commedia di Laszlo Fodor, regia di Pietro Masserano Taricco, trasmessa il 20 agosto 1951
- La tragedia di Riccardo III, di William Shakespeare, regia di Pietro Masserano Taricco, trasmessa il 23 dicembre 1953
- Il barbiere di Siviglia, commedia in due atti di Pierre-Augustin Caron de Beaumarchais, regia di Corrado Pavolini, trasmessa l'11 giugno 1954
- Anche il più furbo ci può cascare, di Aleksandr Ostrovskij, regia di Pietro Masserano Taricco, trasmessa il 6 agosto 1956
- La gelosia , di Anton Francesco Grazzini, regia di Corrado Pavolini, trasmessa il 26 aprile 1957

## Filmografia

### Cinema
- Cinque a zero, regia di Mario Bonnard (1932)
- Lo smemorato, regia di Gennaro Righelli (1936)
- Gatta ci cova, regia di Gennaro Righelli (1937)
- Lasciate ogni speranza, regia di Gennaro Righelli (1937)
- Il cappello da prete, regia di Ferdinando Maria Poggioli (1944)
- La grande rinuncia, regia di Aldo Vergano (1951)
- I cinque dell'Adamello, regia di Pino Mercanti (1954)
- Giovanni dalle Bande Nere, regia di Sergio Grieco (1956)
- Il padrone delle ferriere, regia di Anton Giulio Majano (1959)
- La grande guerra, regia di Mario Monicelli (1959)
- Le italiane e l'amore, regia di Giulio Questi (1961)
- I mongoli, regia di Leopoldo Savona (1961)
- Oggi a Berlino, regia di Piero Vivarelli (1962)
- Io uccido, tu uccidi, regia di Gianni Puccini (1965)
- L'erotomane, regia di Marco Vicario (1974)
- La cameriera, regia di Roberto Bianchi Montero (1974)
- Salvo D'Acquisto, regia di Romolo Guerrieri (1974)
- Il sergente Rompiglioni diventa... caporale, regia di Mariano Laurenti (1975)
- Il sogno di Zorro, regia di Mariano Laurenti (1975)
- Una vergine in famiglia, regia di Luca Delli Azzeri (1975)
- Quel movimento che mi piace tanto, regia di Franco Rossetti (1976)
- La clinica dell'amore, regia di Renato Cauderi (1976)
- L'inquilina del piano di sopra, regia di Ferdinando Baldi (1978)
- S.H.E. - La volpe, il lupo, l'oca selvaggia (S.H.E: Security Hazards Expert), regia di Robert Michael Lewis (1980)

### Televisione
- L'ombra, commedia di Dario Niccodemi, regia di Claudio Fino, trasmessa il 2 maggio 1954
- Mancia competente, di Aladár László, regia di Mario Landi, trasmessa sul Programma nazionale il 20 settembre 1957
- Le avventure di Nicola Nickleby, regia di Daniele D'Anza (1958)
- Capitan Fracassa (miniserie televisiva), regia di Anton Giulio Majano (1958)
- I masnadieri, di Friedrich Schiller, regia di Anton Giulio Majano, 2 ottobre 1959.
- Il furto della Gioconda, regia di Renato Castellani (1977, film tv)

## Doppiaggio
- Jacques Bergerac in Les Girls
- Franco Fabrizi ne Il bidone
- Raymond Burr ne L'aereo più pazzo del mondo... sempre più pazzo, Perry Mason (serie tv)
- Sergio Raimondi in 5 marines per 100 ragazze
- Alfredo Rizzo ne La dolce vita
- Keith Andes ne Il pirata Barbanera
- John Fiedler ne Il Grinta
- Herbert Lom ne ...e poi non ne rimase nessuno
- Dewey Martin ne Il grande cielo
- Guido Alberti in Spara forte, più forte... non capisco!
- Valentin Zubkov ne L'infanzia di Ivan